# Fanchea z Rossory
Svatá Fanchea z Rossory byla v 6. století irská řeholnice a sestra svatého Enda z Aranu.
Narodila se v Rathmore poblíž Clogher jako jedna ze čtyř dcer Conalla Derga a jeho manželky Brigy. Její sestry byly svatá Lochinia, Carecha a Darenia.
Král Óengus mac Nad Froích ji požádal o ruku, avšak ona se rozhodla pro zasvěcený život. S pomocí sestry Darenie založila klášter v Rossory a stala se zde abatyší.
Zemřela okolo roku 585 a byla pohřbena v Killanne.
Její svátek je připomínán 1. ledna.